# 나 홀로 집에 (영화)
《나 홀로 집에》(영어: Home Alone)는 1990년 11월 16일(금요일)에 개봉한 미국의 코미디 영화이다.

## 개요
존 휴스가 각본을 쓰고 제작을 맡았고, 크리스 콜럼버스가 감독하였다. 이 영화에서 맥컬리 컬킨은 가족 모두 성탄절 휴가를 프랑스로 떠날 때 실수로 홀로 남겨진 8살 아이 케빈 맥콜리스터 역을 연기했다. 케빈은 처음에는 집에 혼자 있는 것을 즐기지만 곧 조 페시와 다니엘 스턴이 연기한 도둑들 해리 림, 마브 머챈츠와 맞서게 된다. 케빈의 부모역은 캐서린 오하라와 존 허드가 연기한다. 영화가 공개된 후 북미 전역에서 가장 높은 수익을 올린 실사 코미디 영화였으며, 2011년 《행오버 2》가 기록을 깰 때까지 전 세계적으로 기록을 보유하고 있었다. 이것은 미국 전역에서(인플레이션에 맞게 조정될 때) 최고 흥행을 한 크리스마스 영화다. 1992년 속편 《나 홀로 집에 2》가 개봉되었다. 케빈을 연기한 컬킨은 골든 글로브상 영화 뮤지컬/코미디 부분 최우수 남우주연상에 후보 지명되었다. 이 영화는 존 윌리엄스가 미국 아카데미상 최우수 음악상, 주제가상에 후보로 지명되었다. 미국 영화 연구소(AFI)가 선정한 100주년 웃음을 준 100편과 히어로 & 악당 100편에 후보 지명되었다. 대한민국에서는 많은 인기를 자랑하면서 매년 12월 25일 성탄절이 되면 텔레비전에서 방영되고 있다. 크리스마스에 손꼽히는 영화다. 영화가 개봉될 당시에는 큰 인기를 얻지 못했는데 록키 5를 제치면서 역대 흥행 순위 3위에 랭크되었다.(1위:이티, 2위:스타워즈) 이 일을 계기로 어떤 영화가 갑자기 흥행하였을 때를 Home Aloned라고 한다.

## 줄거리

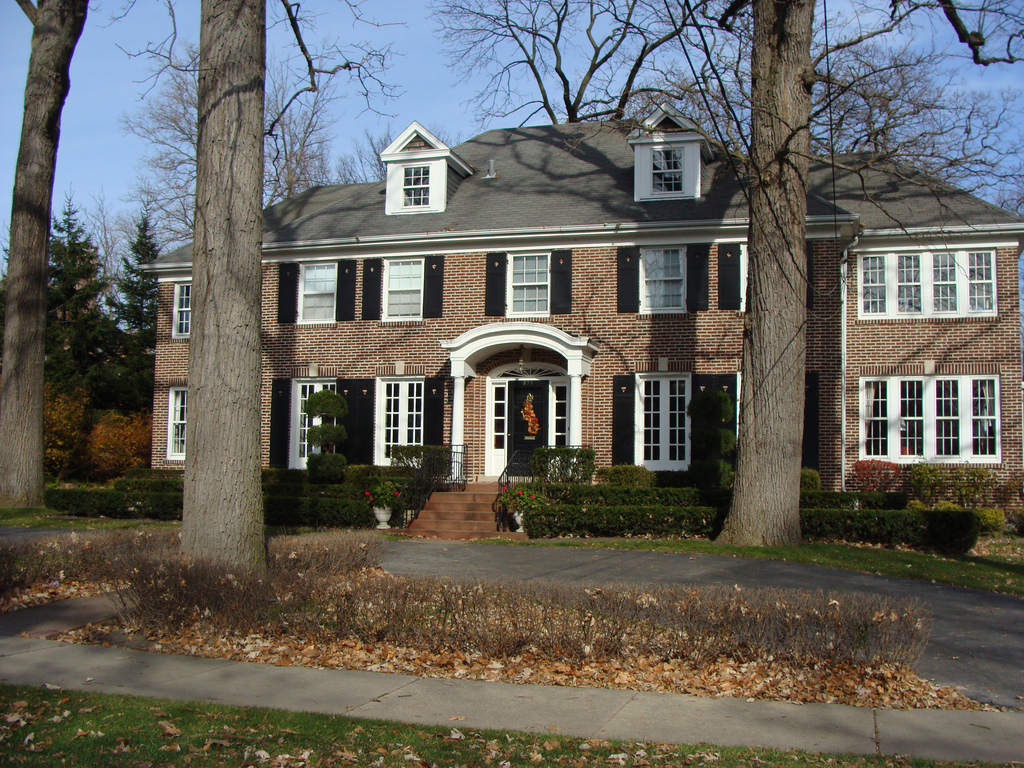
미국 일리노이 주 위네카에 있는 '나 홀로 집에'의 배경이 된 저택

크리스마스 이브 날 밤에 케빈 맥콜리스터의 집에 어떤 경찰관(경찰로 신분을 위장한 빈집털이범)이 찾아와 케빈의 아빠 피터에게 집의 보안 시스템에 대해 이것저것 질문한다. 피터는 자동 점등 장치에 대해 설명하고 답변을 들은 경찰관은 웃으며 돌아간다.
이후 케빈 가족과 케빈의 큰아버지 가족들 15명은 다음날 파리로 크리스마스 휴가를 가기 위해 모두들 미리 짐을 챙기면서 난리 법석을 피운다. 케빈의 집에 피자 배달원이 피자를 들고 오고 케이트가 피자 세트 값을 전부 지불한다. 여행 가기 전 마지막 만찬을 즐기고 있을 때, 케빈의 형인 버즈가 케빈을 괴롭히기 시작한다. 케빈은 처음에는 참았지만, 버즈에게 끝내 박치기를 하고 만다. 이 때문에 버즈는 몸이 한 쪽으로 쏠렸고, 대가족인 탓에 결국 버즈만 피해를 본 것이 아니라 맛있게 식사를 하고 있던 다른 가족들까지 영향을 받는다. 다른 가족들도 몸이 다 쏠려버려서 결국 식탁은 난장판이 되고 만다. 주방은 완전히 폭탄을 맞은 꼴이 되어버렸고, 결국 케빈 가족들은 이 사건의 책임자가 케빈이라는 결론에 도달한다. 케빈은 피터와 케이트에게 자신의 잘못은 없고 오로지 버즈 형이 나를 괴롭혀서 이렇게 되었다는 사실을 이야기한다. 그러나 전적으로 책임은 케빈에게 있었으므로, 피터와 케이트는 못마땅해하면서 결국 케빈을 3층 다락방으로 올려 보낸다. 다른 케빈 가족들도 모두 케빈에 대해서 불평 불만을 늘어놓는다. 다음날 공항 버스는 아침 일찍 와서 기다리고 있지만, 전날밤에 휘몰아친 거센 바람으로 인해 나뭇가지가 부러져 전기선과 전화선을 덮치며 정전이 되어 알람이 먹통이 되는 바람에 가족 모두 늦잠을 자게 된다. 이로 인해 한바탕 소동이 벌어지지만 다행히 시간에 겨우 맞춰 다들 공항 버스에 타는데 성공하고 공항 안에서도 정신없이 뛰어다닌 덕분에 파리행 비행기가 이륙하기 전 케빈을 제외한 가족 모두 간신히 기내에 탑승할 수 있었다. 그런데 대가족들이 미처 생각지도 못한 사건이 이미 벌어지는데, 바로 케빈이 혼자 집에 남겨졌던 것이다. 케빈은 집안 곳곳을 다 돌아다니면서 가족들을 찾지만 아무도 보이지 않자 어젯밤에 바란대로 자신을 제외한 가족 모두 사라져버렸다고 믿고 기뻐한다. 그러나 지난번에 수상한 경찰관이 자신의 집에 왔었다는 사실과 그 경찰의 인상이 매우 나빴던 것을 기억해내고 다시 절망감에 휩싸인다. 사실 그 경찰은 해리라는 자였고, 본래 마을 일대를 뒤져서 비어 있는 집을 털어 재산을 강탈하는 좀도둑이었던 것이다. 해리에게는 자신의 절친이자 똑같은 도둑인 마브 머챈츠(다니엘 스턴 분)가 있었다. 그런데 마브는 해리와는 다르게 다른 집을 털고 도둑질이 끝나면 주방에 가서 수돗물을 틀고 나오는 유별난 버릇이 있었다. 해리와 마브는 자동차를 운전하다가 우연히 케빈을 마주치고, 케빈에게 자연스럽게 크리스마스 인사를 건넸으나, 케빈은 해리와 마브를 알아채고 얼른 자신의 집으로 도망간다. 이로 인해 해리와 마브는 케빈을 더욱 잘 알게 되었고, 케빈이 지금 집에 혼자 있다는 것도 알아낸다. 케빈을 제외한 가족들은 비행기를 타고 파리로 날아가는데, 비행기를 타고 있는 도중에 케이트가 피터에게 무슨 일이 있냐고 묻자 차고문만 빼고 다 점검했다고 한다. 그런데 케이트가 그것만이 아니라고 말하면서 케빈이 없다고 한다. 가족 모두 당혹감을 감추지 못하고 케이트는 나쁜 엄마가 될 상황에 놓인다. 마브와 해리는 밤 아홉시에 케빈 집을 털 계획을 세운다. 마브와 해리는 케빈이 설치한 함정에 빠져 낭패를 당하지만 나중에는 케빈도 도둑에게 잡힌다. 그러나 앞집 할아버지가 나타나 도둑들을 쓰러뜨린 후 케빈을 구한다.

## 출연진
- 맥컬리 컬킨 - 케빈 맥콜리스터 역
- 조 페시 - 해리 림 역
- 다니엘 스턴 - 마브 머챈츠 역
- 존 허드 - 피터 맥콜리스터 역
- 캐서린 오하라 - 케이트 맥콜리스터 역
- 로버츠 블로섬 - 말리 할아버지 역
- 안젤라 고덜즈 - 린니 맥콜리스터 역
- 데빈 라트레이 - 버즈 맥콜리스터 역
- 게리 버먼 - 프랭크 맥콜리스터 역
- 힐러리 울프 - 메건 맥콜리스터 역
- 래리 행킨- 밸작 경사 역

## 한국판 성우진
| - 박영남 - 케빈(맥컬리 컬킨) - 황원 - 해리(조 페시) - 이정구 - 마브(다니엘 스턴) - 김정희 - 케이트(캐서린 오하라) - 김태연 - 피터(존 허드) / 쟈니의 동료(마이클 귀도) - 강수진 - 버즈(데빈 라트레이) - 문영래 - 쟈니(랄프 푸디) / 큰아버지(게리 바만) - 임종국 - 이웃집 할아버지(로버츠 블로섬) - 유해무 - 거스(존 캔디) - 김민석 - 피자 배달부(댄 찰스 주코스키) / 산타(켄 허드슨 캠벨) - 성선녀 - 김정애 - 헤더(크리스틴 민터) / 리니(안젤라 고덜즈) - 홍경화 - 차명화 - 송덕희 | - 박영남 - 케빈(맥컬리 컬킨) - 황원 - 해리(조 페시) - 안지환 - 마브(다니엘 스턴) - 황일청 - 이웃집 할아버지(로버츠 블로섬) - 김태훈 - 큰아버지(게리 바만) / 쟈니(랄프 푸디) - 홍승옥 - 큰어머니(테리 스넬) - 최성우 - 엄마(캐서린 오하라) - 이윤연 - 아빠(존 허드) - 조예신 - 경찰(케이트 존슨) - 최원형 - 산타(켄 허드슨 캠벨) - 박지훈 - 거스(존 캔디) / 쟈니의 동료(마이클 귀도) / 전기 수리공(피터 시라구사) - 윤복성 - 버즈(데빈 라트레이) - 김영선 - 로드(제디디아 코헨) / 피자 배달부(댄 찰스 주코스키) - 박소라 - 프랑스 공항 직원(호프 데이비스) - 이철용 - 공항 운전사(마이클 한센) / 경찰(래리 핸킨) - 오주연 - 헤더(크리스틴 민터) - 이상범 - 프랑스 공항 직원(알란 와일더) / 경찰(클락 듀프럭스) - 최수진 - 슈퍼마켓 직원(트레이시 코너) / 스튜어디스(모니카 데브뢰) - 손정아 - 케빈(맥컬리 컬킨) - 이윤선 - 해리(조 페시) - 황윤걸 - 마브(다니엘 스턴) - 윤병화 - 피터(존 허드) - 김정호 - 말리(로버츠 블로섬) / 쟈니(랄프 푸디) - 최성우 - 케이트(캐서린 오하라) - 박상일 - 큰아버지(게리 바만) - 강연숙 - 큰어머니(테리 스넬) - 김태웅 - 산타(켄 허드슨 캠벨) / 쟈니의 동료(마이클 귀도) - 이선호 - 풀러(키런 컬킨) - 김영선 - 버즈(데빈 라트레이) - 우정신 - 제프(마이클 C. 마로나) - 은영선 - 리니(안젤라 고덜즈) - 김서영 - 트레이시(센타 모시스) - 김혜경 - 메건(힐러리 울프) - 권영호 - 거스(존 캔디) |

## 속편
《나 홀로 집에 2》는 1편의 등장인물과 감독이 그대로 흐름을 이어받았다. 그러나 《나 홀로 집에 3》는 제작과 각본은 여전히 존 휴즈가 맡았지만 감독이 바뀌고 완전히 다른 연기자와 이야기로 이루어져 있다. 《나 홀로 집에 4》는 케빈이라는 주인공이 다시 등장하지만 케빈의 캐스팅은 새로 하였다.

## 같이 보기
- 크리스마스 영화 목록